# Сърпрайз (Аризона)
Сърпрайз (на английски: Surprise) е град в окръг Марикопа, щата Аризона, САЩ. Сърпрайз е с население от 134 085 жители (по приблизителна оценка за 2017 г.) и площ от 180 km². Намира се на 358 m н.в. Градът е кръстен на Сърпрайз в щата Небраска от Хоумър Лудън, бивш жител на небраското село. Сърпрайз в превод означава „изненада“. Сърпрайз получава статут на град през 1960 г. Градът се разраства неимоверно през 90-те години и XX век, когато десетки хиляди пенсионери се местят да живеят в града.